# Caloppiidae
Caloppiidae zijn  een familie van mijten. Bij de familie zijn 9 geslachten met circa 35 soorten ingedeeld.